# ITunes Festival: London 2011 (EP de Coldplay)
iTunes Festival: London 2011 és un EP en directe de la banda anglesa Coldplay. Fou enregistrat en l'iTunes Festival realitzat el 22 de juliol de 2011 a Londres. Es publicà en forma de descàrrega gratuïta al setembre següent a través del diari britànic The Sunday Times, i a la setmana següent també es va poder aconseguir mitjançant el The Times.

## Llista de cançons
| Núm.          | Títol                            | Durada |
| ------------- | -------------------------------- | ------ |
| 1.            | «Mylo Xyloto»                    | 0:42   |
| 2.            | «Hurts Like Heaven»              | 4:08   |
| 3.            | «God Put a Smile upon Your Face» | 4:36   |
| 4.            | «Viva La Vida»                   | 4:44   |
| 5.            | «Clocks»                         | 4:19   |
| 6.            | «Fix You»                        | 5:18   |
| 7.            | «Every Teardrop Is a Waterfall»  | 4:17   |
| Durada total: | Durada total:                    | 49:15  |